# Jean Pirotte (homme politique)
 (septembre 2017).
Pour les articles homonymes, voir Jean Pirotte.
Jean Pirotte (Thisnes 5 octobre 1912 - Gembloux 27 avril 1978) est un homme politique belge et militant wallon

## Biographie
Régent en littérature, il devient professeur de français à l’athénée de Gembloux. Par la suite, il enseignera aussi la morale et deviendra inspecteur de cette discipline.
Dès les années 1930, Jean Pirotte milite déjà dans plusieurs mouvements wallons, notamment avec l’abbé Mahieu dans la Concentration wallonne.
Après avoir été démobilisé, Jean Pirotte entre dans la résistance. Après que Maurice Bologne le rallie au mouvement Wallonie libre : « Dès septembre 1940, il crée une section de ce mouvement à Gembloux où il enseigne. Il organise avec Octave Guiot, gendarme retraité, les cellules du mouvement de résistance wallon dans la province de Namur.»  Il s’occupe notamment de la reproduction et de la diffusion des journaux. « Résistant armé et membre du Front de l'indépendance, il fait partie, en 1944 du Comité permanent du Congrès national wallon. »
Il fait partie du comité organisateur du Congrès national wallon qui s’est tenu à la libération. Il restera membre du comité permanent du Congrès national wallon jusque 1971, année où il devient secrétaire général adjoint. Il fait aussi partie de divers mouvements culturels wallons comme la Commission d’histoire de l’Association pour le Progrès intellectuel et artistique de la Wallonie.
Il participe à l’élaboration du projet fédéraliste connu sous le nom d' Accord Schreurs-Couvreur. En quelques mots, ce projet réalisé en collaboration avec des fédéralistes flamands défend l’idée d’une fédéralisation reconnaissant deux peuples avec Bruxelles comme capitale fédérale qui jouirait d’un statut spécial.
Membre du directoire de Wallonie libre depuis 1953, il en est élu président en 1966 après que le parlementaire socialiste Simon Paque en ait démissionné à la suite de tensions entre le mouvement et le Parti socialiste belge qui venait de rallier les accords en février dits de la Table ronde portant sur la révision de la Constitution et portant notamment sur les lois linguistiques à Bruxelles. Il le reste jusqu'en 1978, année de son décès. Il participe à de nombreuses conférences, écrit beaucoup d’éditoriaux dans Wallonie libre et tente ainsi d’attiser des volontés wallonnes au sein du parti socialiste et de ses amis. Il continue toujours à critiquer le système belge qui rend impossible l’action des ministres wallons en faveur de leur région, de même, il mène la lutte en faveur des Fourons et contre les lois linguistiques. Il mena son combat pour la réalisation du fédéralisme essentiellement à travers des groupes de pression.
Il est le père de Jean-Claude Pirotte.

## Source
- Paul Delforge, Philippe Destatte et Micheline Libon (dir.), Encyclopédie du mouvement wallon, Charleroi, 2000.